# Tara (monde indien)
Pour les articles homonymes, voir Tara.

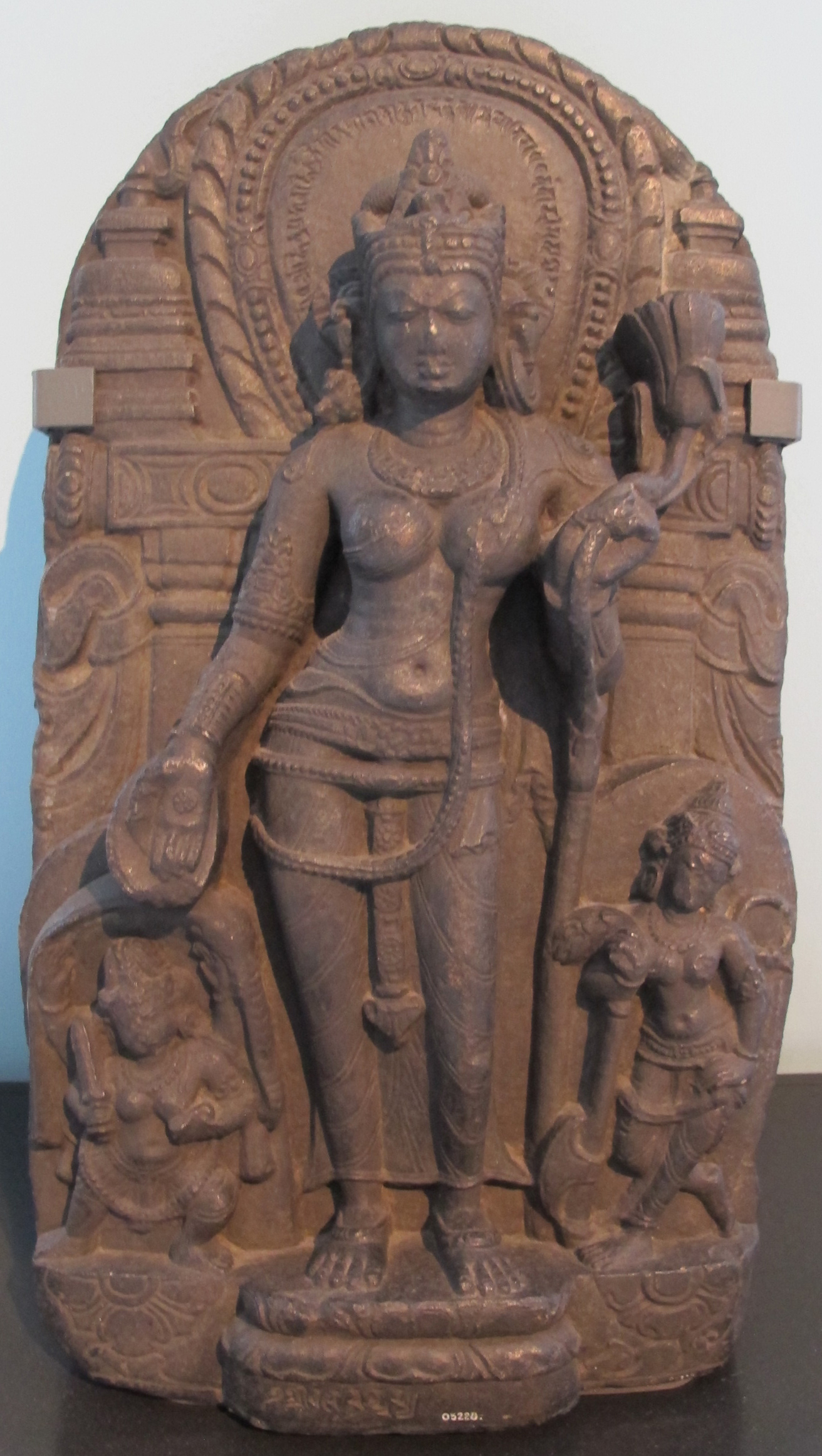
Tara, État de Bihar, en Inde, XII.

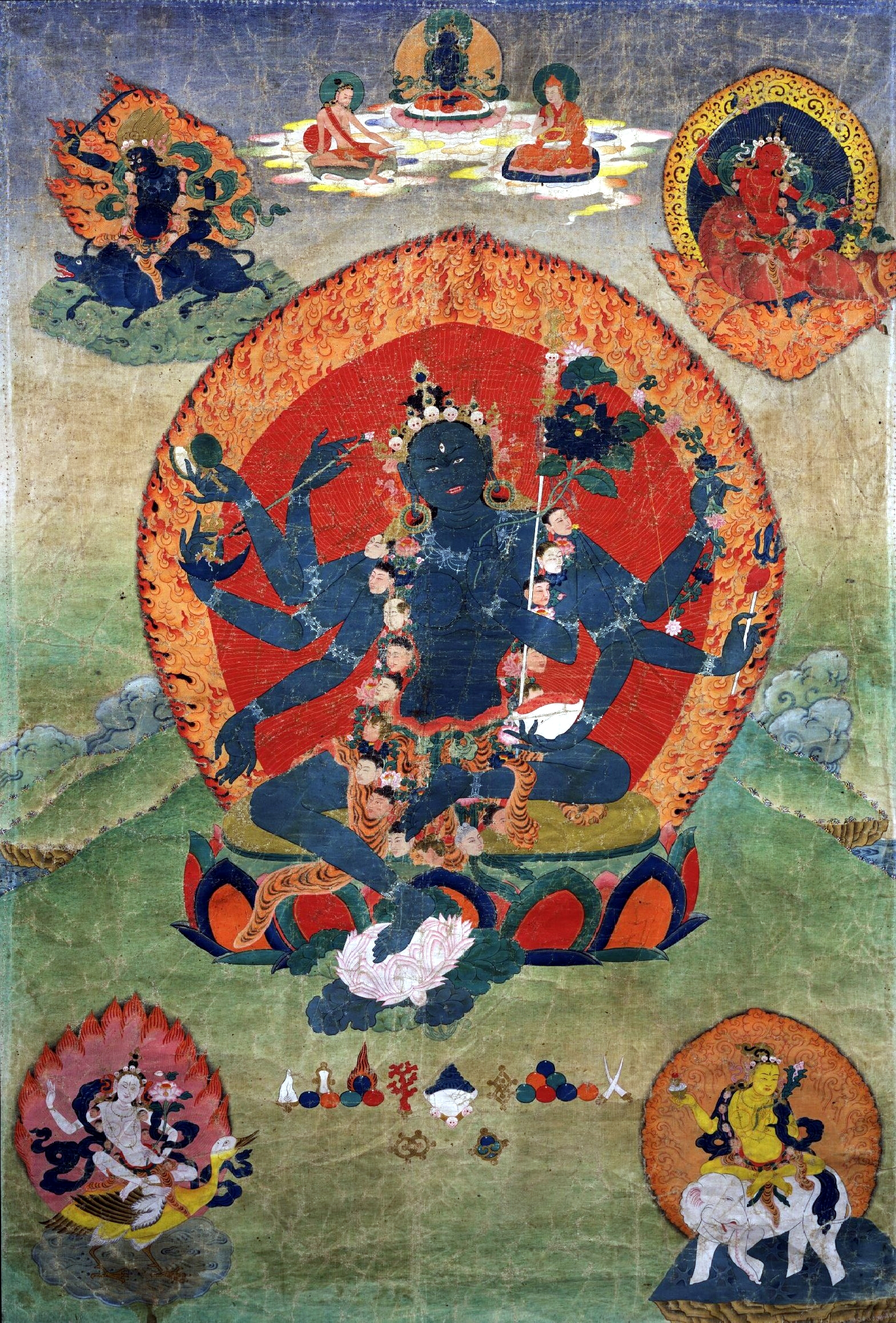
Thangka tibétain du XVIIIe siècle, représentant Tārā verte (Samaya Tārā Yogini) au centre et les Tārās bleu, rouge, blanche et jaune, Rubin Museum of Art.

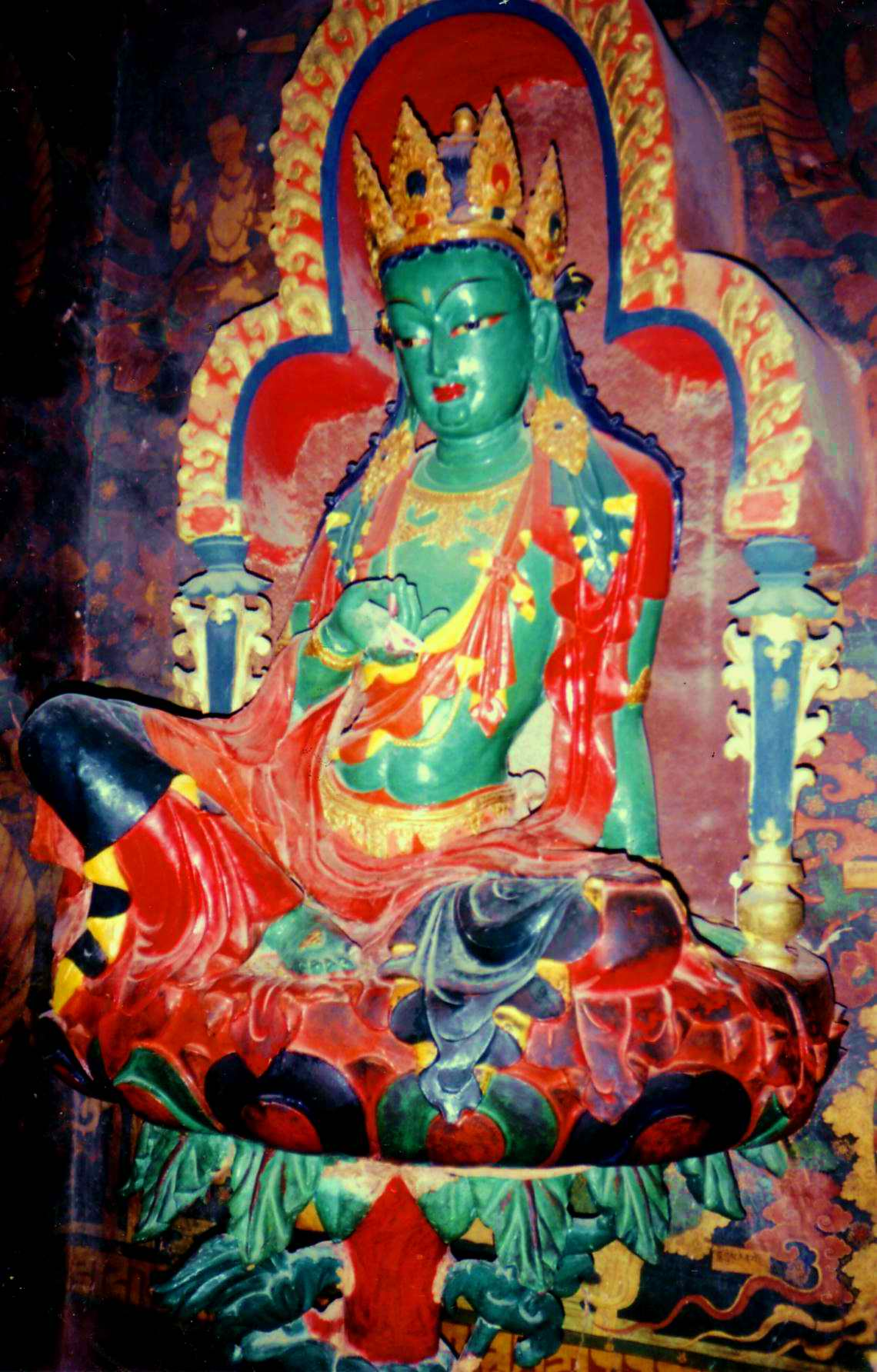
Tārā verte, à Kumbum, Gyantse, Tibet, 1993.

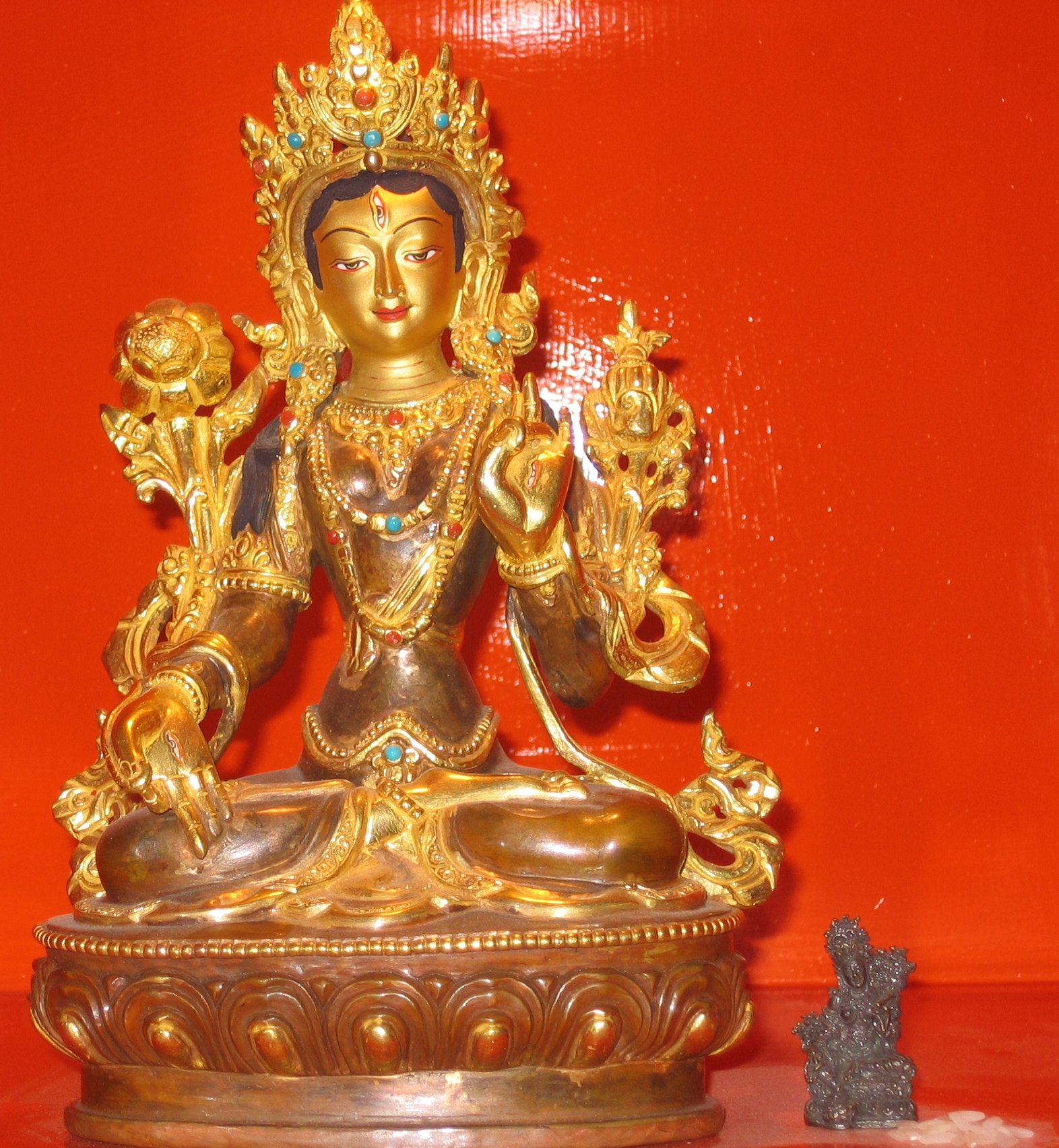
Statue de Tārā blanche dans un centre du dharma Karma Kagyu.

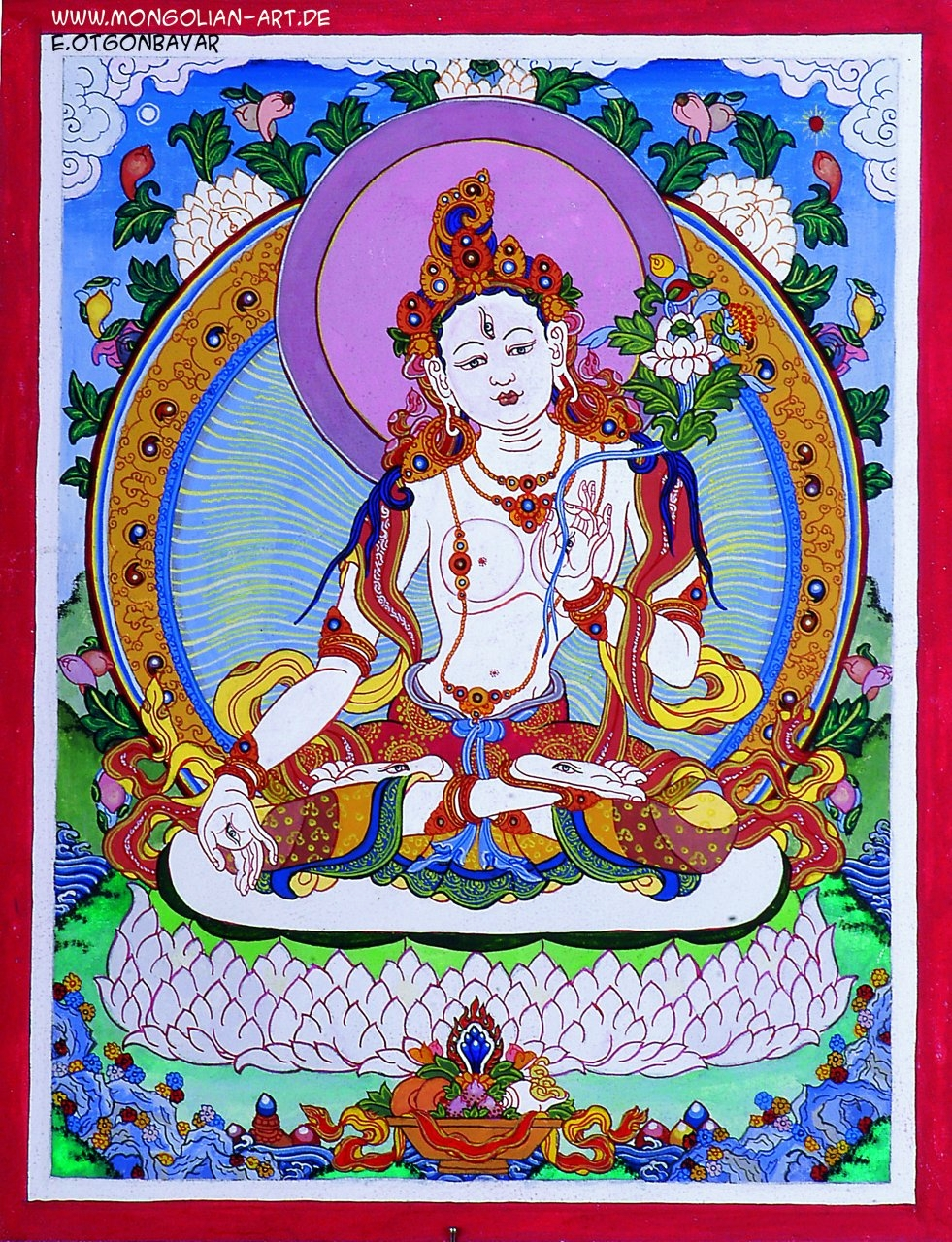
Tārā blanche, Thangka tempera sur toile,, Otgonbayar Ershuu.

Tārā (sanskrit ; devanagari : तारा) ou Ārya Tārā (arya : « noble »), chinois : 度母 ; pinyin : dùmǔ ; litt. « mère de la tolérance » ; en japonais : Tarani Bosatsu, en tibétain Dolma, est une femme bodhisattva très populaire aussi bien auprès des laïcs que des moines dans l’hindouisme et le bouddhisme notamment vajrayāna. En sanskrit, son nom signifie Libératrice, mais aussi Étoile, et Celle qui fait passer – à l'autre rive — à l'instar d'un Bouddha.

## Dans l'hindouisme
Tara est une des dix Mahāvidyā, ces déesses regroupées sous le nom de Grande Sagesse. Ce concept est utilisé dans l'iconographie, par exemple, en Inde. Tara fait passer l'océan des naissances et des renaissances. Tantôt représentée sur le corps de Shiva, tantôt le nourrissant de son propre lait maternel ; elle est également associée aux crémations. Telle les étoiles, elle sert de repère et donne la direction. Elle est peut être figurée avec un gouvernail entre les mains.

## Dans le bouddhisme
C'est un bodhisattva féminin qui a des pouvoirs miraculeux notamment pour délivrer les fidèles des dangers physiques et pour accroître la longévité.
Elle est aussi une déité tantrique visualisée et méditée par les pratiquants du bouddhisme Vajrayāna pour développer certaines qualités intérieures, et comprendre les enseignements extérieurs, intérieurs et secrets de la compassion et de la sagesse en tant que compréhension de la vacuité. Elle peut, comme toutes déités tantriques, être révérée comme yidam, c'est-à-dire déité de méditation. Elle présente des points communs aux dakinis, mais elle s'en démarque en ce qu'elle est la principale figure féminine du Bouddha. Ainsi, pour la yogini Machik Labdrön, Ārya Tārā est la manifestation en un corps de félicité (sambhogakāya) de Yum Chenmo, la grande-mère primordiale (dharmakāya).
Dans le bouddhisme tibétain, qui inclut le Vajrarayāna comme méthode particulièrement effective dans le chemin Mahayana, elle est considérée comme la Libératrice, et la Mère de tous les Bouddha. Elle protège de la peur.
Selon le maitre Tārānātha, elle était dans un monde du passé une princesse appelée « lune de sagesse » (Jñānacandra en sanskrit), (Yeshe Dawa en tibétain). Ayant durant plusieurs kalpas fait des offrandes au bouddha de ce monde, Dundubhīśvara (tib. Tonyo Drupa), « seigneur du son du tambour », elle développa l'esprit d'éveil bodhicitta (souhait de devenir un Bouddha pour venir en aide à tous les êtres) et devint ainsi un bodhisattva, tout en décidant de conserver sa forme féminine au long de ses incarnations successives jusqu'à atteindre l'état de Bouddha.
Soulignant cet aspect, lors d'une conférence « Compassionate Action » en Californie en 1989, le 14e Dalaï Lama a déclaré :
« Il y a un vrai mouvement féministe dans le bouddhisme qui est relié à la déité Tārā. Suivant son culte de la bodhicitta, la motivation du bodhisattva, elle a observé la situation des êtres s'efforçant d'atteindre le plein éveil et elle remarqua que peu de personnes atteignaient l'état de Bouddha en tant que femme. Ainsi Tārā s'est fait une promesse (elle a  dit à elle-même) : « J'ai développé la bodhicitta en tant que femme. Pour toutes mes vies le long du chemin, je jure de renaître en tant que femme, et dans ma dernière vie, quand j'atteindrai l'état de Bouddha, là aussi, je serai une femme. » »
Tārā est aussi considérée comme une forme féminine (ou consort) d’Avalokiteshvara, liée comme lui au Bouddha Amitābha. Tara est la divinité féminine la plus populaire au Tibet. De façon poétique, la légende la fait naître d'une larme de compassion d'Avalokiteshvara, ou encore d’un rayon sorti de ses yeux.

### Formes et mantra
Les formes ou émanations de Tārā, en majorité paisibles mais parfois courroucées, sont multiples, chacune ayant des fonctions et des attributs qui lui sont propres. Gosh Devendra Hegde en a recensé 76 et on lui connaît 108 noms. les Tārās sont souvent regroupées en séries de 21, de composition variable selon les écoles. Les principales sont associées à une couleur, les Tārās verte et blanche étant les plus connues. La culture populaire tibétaine voit dans les deux épouses bouddhistes attribuées au roi du Tibet Songsten Gampo leur incarnation, la princesse népalaise Bhrikuti étant une forme de la Tārā verte et la princesse chinoise Wencheng une forme de la Tārā blanche.
Aperçu non exhaustif des différentes formes de Tārā: 
- Tara verte: Tārā originelle dont les autres sont autant d'émanations car le vert peut représenter toutes les couleurs. Elle protège contre les dangers réels (les huit grands dangers mahā abhaya[11]) ou spirituels. Elle est généralement appelée Syama (vert) Tārā. Une forme appelée Cintāmani Tārā (joyau qui exauce tous les vœux) est particulière au courant gelugpa. Khadiravani Tārā (Tara de la forêt des tecks), apparue à Nāgārjuna, est aussi assimilée à une protectrice de la végétation. Sous le nom de Janguli, elle contrôle les serpents ; il s'agit probablement de l'avatar d’une déesse locale.
- Tara blanche : généralement appelée Sītā (belle) Tārā, elle représente la compassion, la longévité, la guérison et la sérénité ; la forme Cintācakra (roue qui exauce tous les vœux) est particulièrement protectrice.
- Tara rouge : elle représente la destruction de l’illusion, le discernement et la transmutation du désir ; elle est parfois assimilée à Kurukulla, priée par les laïcs pour obtenir le pouvoir de persuasion [réf. nécessaire].
- Tara jaune : richesse, prospérité assimilée à Vasundhara[réf. nécessaire].
- Tara bleue : elle représente la transmutation de la colère et la destruction des obstacles à la pratique ; elle est parfois identifiée à une forme d'Ekajati, importante dans le courant nyingmapa[12].
- Tara noire : il en existe plusieurs formes invoquées par les bouddhistes, l'une séduit les esprits malins et soigne les maladies qui leur sont associées, une autre confère l'invincibilité des actes et des intentions, et une autre encore conquiert les opposants[13].

Tārā est également une représentation de la prajñā comme parèdre du bouddha Amoghasiddhi, ou en tant que « mère des bouddhas », appellation qu’elle partage avec la Prajnaparamita. Sous sa forme de ḍākinī, elle apparaît parfois comme une jeune fille facétieuse venue se moquer de ceux qui se prennent trop au sérieux au cours de leurs pratiques.
Les divers mantras de Tārā sont des variantes du mantra de Tārā verte: oṃ tāre tuttāre ture svāhā, prononcé Om taré touttaré touré soha en tibétain.

### Émergence
Comme beaucoup de déités tantriques, à l’origine de la Tārā bouddhiste se trouve une divinité hindoue éponyme, associée semble-t-il tout d’abord à Durgâ. Elle est de nos jours une forme de Kâlî, la déesse mère destructrice et créatrice de l'hindouisme. Il existe deux hypothèses concernant la signification de son nom : « étoile », ce qui en ferait à l’origine une divinité stellaire, ou « celle qui fait traverser », évoquant sa fonction salvatrice. Les premières traces de son existence en tant que divinité indépendante datent du Ve siècle et ses premières représentations du VIe siècle. Le pèlerin chinois Xuanzang rapporte l’existence d’un temple très fréquenté lui étant consacré près de Nalanda. Elle a suivi la diffusion du vajrayāna dans l’Himalaya, en Indonésie, et à un degré moindre en Asie orientale. Avec le recul du bouddhisme devant l’hindouisme et l’islam, Tārā est devenue une exclusivité du bouddhisme tibétain pratiqué aussi par les Mongols et une partie des Mandchous. En Chine, au Japon et en Corée, une forme féminine d’Avalokiteshvara, Guanyin, jouit d’une forte popularité.
Tārā est autant populaire auprès des laïcs que des moines ; les marchands et autres voyageurs ont dû contribuer à la diffusion de cette divinité protégeant contre les huit grands dangers. Tilopa (988-1069), Maître indien à l'origine de l'école Kagyupa du bouddhisme tibétain, aurait pratiqué un de ses tantras qui parviendra ainsi plus tard par la Lignée du Rosaire d´Or au Tibet. À la même époque, Atisha (983-1054), célèbre érudit bouddhiste et maître de méditation indien fut invité au Tibet (royaume de Gugé) et sa venue contribua fortement au rétablissement du bouddhisme dans ce pays donnant émergence à la tradition kadampa incluant le culte tantrique de Tārā. Atisha est ainsi à l'origine d’une des trois principales lignées de transmission du culte des 21 Tārās, les deux autres étant celle de Pandita Suryagupta et celle du Lama Nyngmapa Longchenpa. L’hommage aux 21 Tārās récité régulièrement par les moines des 4 traditions  aurait été apporté de l'Inde au XIe siècle par Darmadra de Nyen, selon Drugpa Jetsen (XIIe siècle), abbé de Sakya et lui-même auteur de 13 textes sur Tārā. Taranatha ((1575-1634), moine et historien, s’était mis sous sa protection, comme son nom l’indique.

### Iconographie
Tārā est souvent représentée sur les tangkas, déclinée de différentes façons selon les traditions, si nombreuses que les moines eux-mêmes ont quelquefois du mal à en identifier toutes les formes. Elle peut présenter toutes sortes de postures ; la Tārā blanche est plus souvent en lotus et la verte en demi-assise. Janguli qui protège contre les serpents est assise sur un paon qui, comme le garuda, est leur ennemi. Le nombre de ses bras est variable (de 2 à 12) ainsi que celui de ses yeux (jusque 7, dont un au milieu du front et un sur chaque paume et sur chaque plante de pied). Elle fait le plus souvent les mudras du don (varadamudra), de l’enseignement (vitarkamudra) ou de l’absence de peur (abhayamudra). Elle tient généralement en main une fleur bleue d’utpala. Tout comme Avalokiteshvara, elle a le plus souvent Amitābha, bouddha chef de sa lignée, dans son chignon.
Ses formes courroucées sont plus rares. Sous la forme d’Ekajātī, elle a un unique œil, une unique dent et un unique sein, parfois une seule jambe, et le bouddha Akshobhya dans son chignon.
Elle peut être représentée en parèdre yab-yum avec le bouddha Amoghasiddhi.